# Bischofroda
Bischofroda é um município da Alemanha, situado no distrito de Wartburg, no estado da Turíngia. Tem 10,04 km² de área, e sua população em 2019 foi estimada em 640 habitantes.